# Schlötzenmühle
Schlötzenmühle ist ein Gemeindeteil der Gemeinde Wieseth im Landkreis Ansbach (Mittelfranken, Bayern). Schlötzenmühle liegt in der Gemarkung Aichau.

## Geografie
Die Einöde liegt am rechten Ufer der Wieseth und am Löschenbach, der dort als rechter Zufluss in die Wieseth mündet. Ein Anliegerweg führt zu einer Gemeindeverbindungsstraße (0,2 km südwestlich), die nach Mittelschönbronn (0,6 km nordöstlich) bzw. nach Ammonschönbronn verläuft (0,3 km südwestlich).

## Geschichte
Schlötzenmühle lag im Fraischbezirk des ansbachischen Oberamtes Feuchtwangen. Gegen Ende des 18. Jahrhunderts bestand der Ort aus einem Anwesen mit einer Untertansfamilie, die ein ansbachisches Amt als Grundherrn hatte. Von 1797 bis 1808 unterstand der Ort dem Justiz- und Kammeramt Feuchtwangen.
Mit dem Gemeindeedikt (frühes 19. Jahrhundert) wurde Schlötzenmühle dem Steuerdistrikt Gräbenwinden und der Ruralgemeinde Aichau zugewiesen. Im Zuge der Gebietsreform in Bayern wurde Schlötzenmühle am 1. Januar 1972 nach Wieseth eingemeindet.

### Einwohnerentwicklung
| Jahr      | 001818 | 001840 | 001861 | 001871 | 001885 | 001900 | 001925 | 001950 | 001961 | 001970 | 001987 |
| Einwohner | 6      | 6      | –      | 5      | 6      | 4      | 7      | 4      | 3      | 3      | 4      |
| Häuser    | 1      | 1      |        |        | 1      | 1      | 1      | 1      | 1      |        | 1      |
| Quelle    | [ 9 ]  | [ 10 ] | [ 11 ] | [ 12 ] | [ 13 ] | [ 14 ] | [ 15 ] | [ 16 ] | [ 17 ] | [ 18 ] | [ 1 ]  |

## Religion
Der Ort ist evangelisch-lutherisch geprägt und bis heute nach St. Wenzeslaus (Wieseth) gepfarrt. Die Einwohner römisch-katholischer Konfession waren ursprünglich nach St. Ulrich und Afra (Feuchtwangen) gepfarrt, heute ist die Pfarrei Herz Jesu (Bechhofen) zuständig.